# Vêtement à haute visibilité

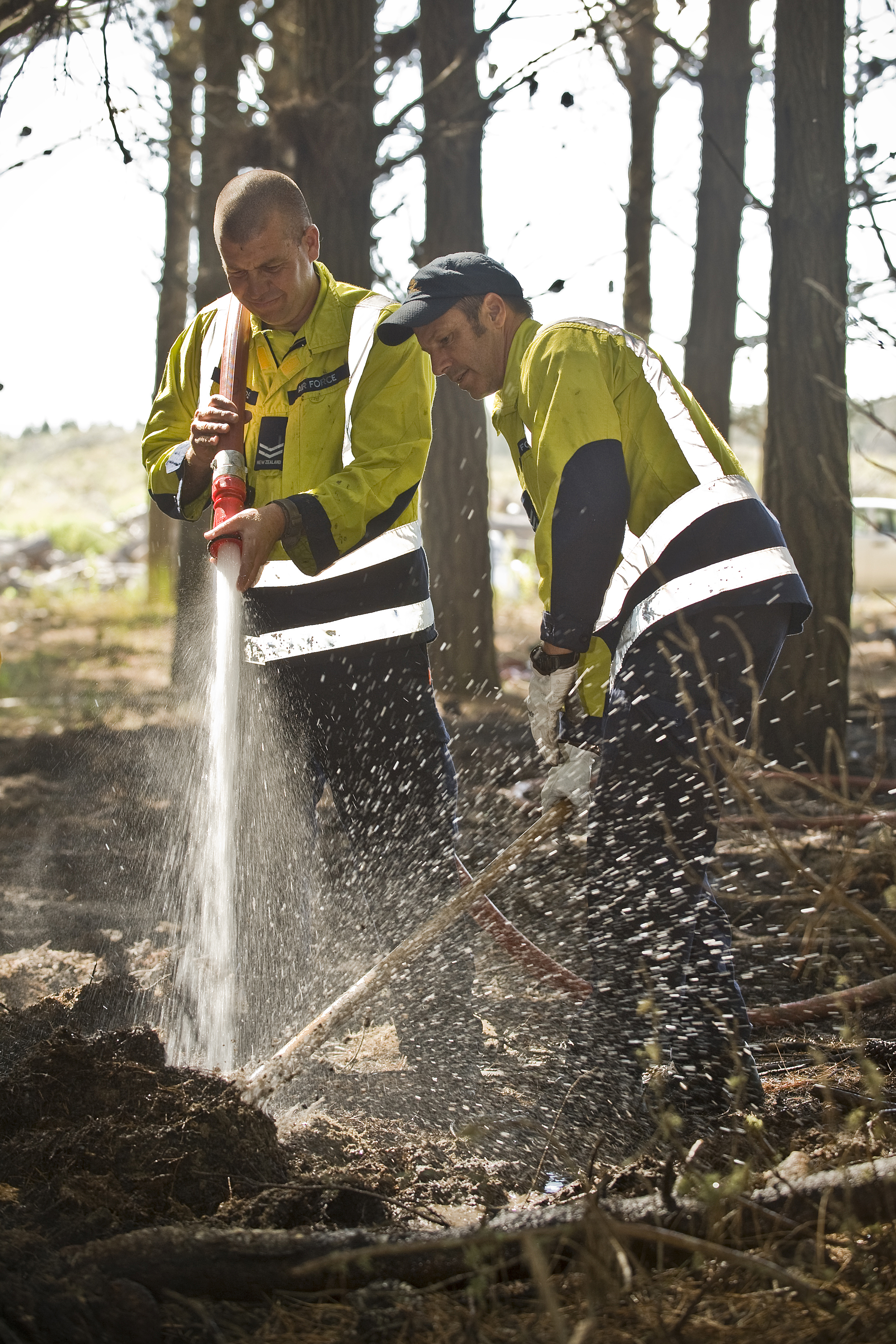
Pompiers militaires néozélandais en vêtements à haute visibilité.

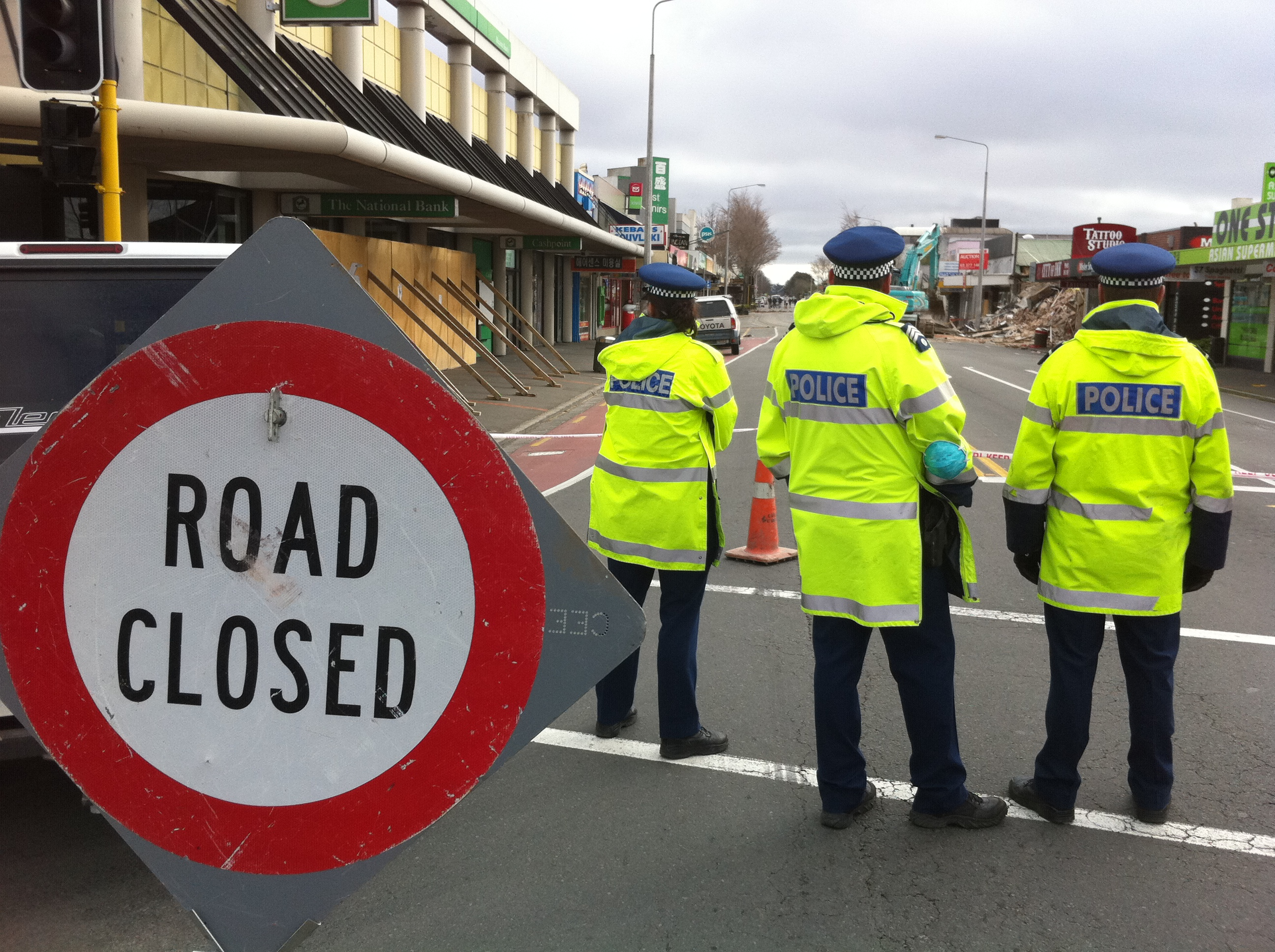
Cordon de police à Christchurch (Nouvelle-Zélande).

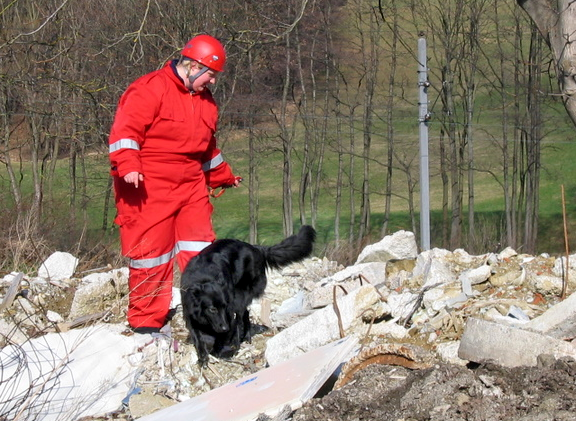
Exercice de sauvetage-déblaiement.

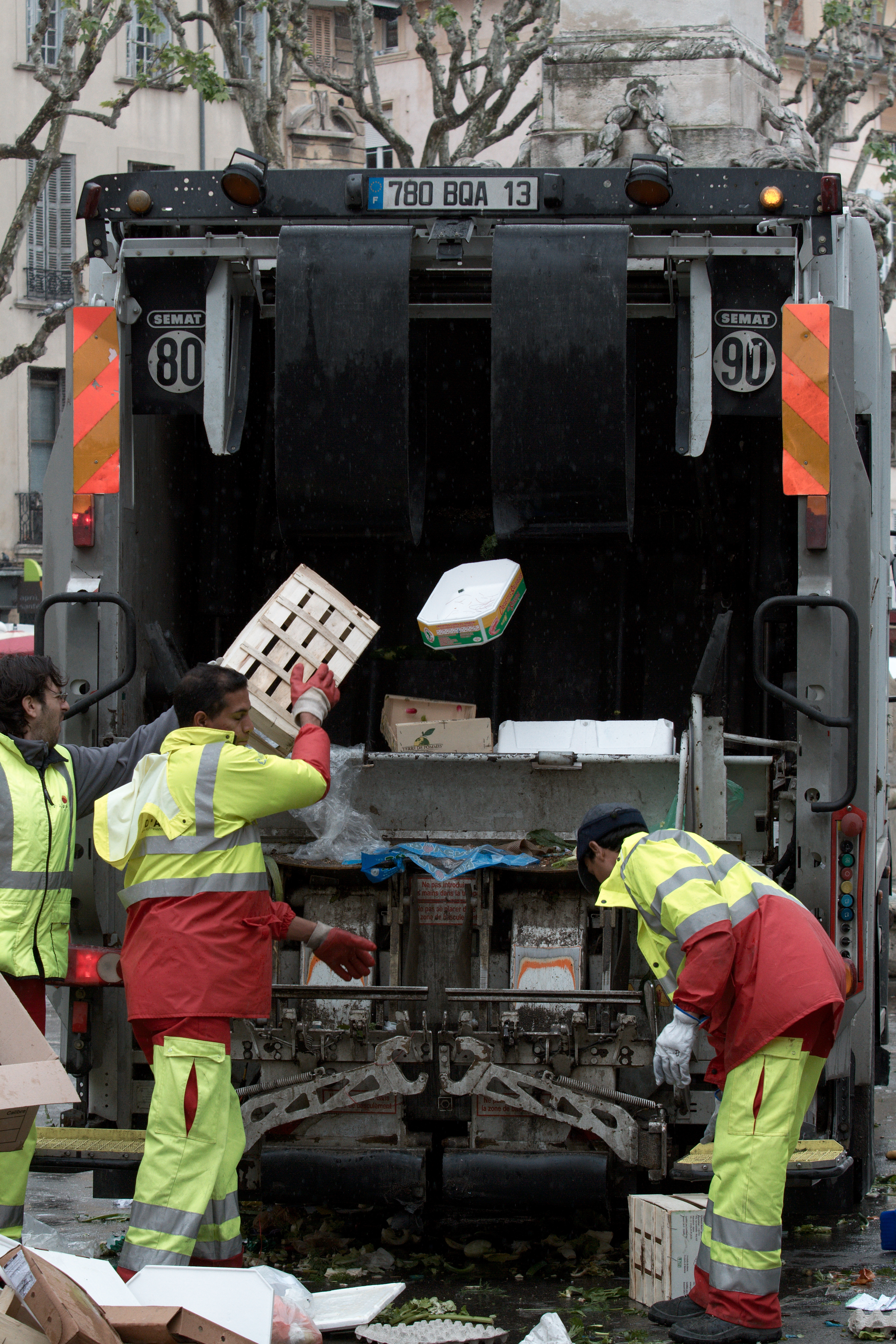
Éboueurs en France.

Les vêtements à haute visibilité sont des vêtements permettant de signaliser la présence d'une personne. Ce sont des vêtements professionnels classés dans les équipements de protection individuelle (ÉPI), utilisés dans des milieux à risque comme la route, les chantiers ou certains sites industriels. Les combinaisons de survie sont habituellement à haute visibilité pour faciliter le repérage lors des opérations de recherche et de sauvetage.
Le gilet de haute visibilité entre dans cette catégorie.
La visibilité est assurée :
- par une certaine surface de couleur vive, souvent fluorescente (les composés de la teinture convertissent une partie du spectre UV en lumière visible), contrastant avec l'environnement ; les couleurs les plus courantes sont le jaune, l'orange, le rouge et le vert ; cela assure la visibilité de jour ;
- par une certaine surface rétroréfléchissante, qui assure une visibilité dans l'éclairage de projecteurs, en particulier la nuit.

La notion de « rétroréflexion » indique que la lumière d'un projecteur (lampe torche, phare automobile) est renvoyée vers le projecteur, rendant ainsi l'objet très visible pour la personne manipulant le projecteur (par exemple le conducteur du véhicule). C'est le principe du catadioptre, qui a été adapté aux systèmes souples pour pouvoir épouser des formes complexes (carrosserie de véhicule) et se déformer (bandes cousues sur des vêtements).

## Normes
La norme européenne NF EN 20471 régit les vêtements de signalisation à haute visibilité pour usage professionnel. Elle définit trois classes, par ordre de visibilité croissante :
- classe 1 : 0,14 m2 de matière base fluorescente et 0,10 m2 de matière rétroréfléchissante, ou bien 0,20 m2 de matière à caractéristiques combinées (fluorescente et rétroréfléchissante) ;
- classe 2 : 0,50 m2 de matière base fluorescente et 0,13 m2 de matière rétroréfléchissante ;
- classe 3 : 0,80 m2 de matière base fluorescente et 0,20 m2 de matière rétroréfléchissante.

Un vêtement peut être de deux classes différentes, par exemple de classe 1 pour le tissu fluorescent et de classe 2 pour la partie réfléchissante. Les couleurs retenues sont le jaune fluorescent, le rouge fluorescent et l'orange-rouge fluorescent.
Par ailleurs, dans la norme, l'efficacité visuelle (performance photométrique) de la matière réfléchissante est cotée de 1 à 2, 2 étant le plus efficace.
La norme EN 1150 régit les vêtements de visualisation à usage non professionnel. Cette norme a été développée pour étendre la notion à des vêtements pour enfants, la taille réduite des vêtements ne permettant plus de garantir les surfaces minimales. La norme permet l'utilisation d'autres couleurs : vert fluorescent, jaune-vert fluorescent, jaune-orange fluorescent, orange fluorescent, rose fluorescent.

## Réglementation

### En France
En France, la réglementation impose :
- « toute personne intervenant à pied sur le domaine routier à l'occasion d'un chantier ou d'un danger temporaire doit revêtir un vêtement de signalisation à haute visibilité de classe 2 ou 3. »[1] ;
- dans les aéroports : « toute personne exerçant une activité à pied sur l'aire de mouvement (aire de manœuvre et aire de trafic) doit porter un vêtement haute visibilité de classe 2 ou 3 »[2] ; les personnes « travaillant dans les zones de sécurisation, de tri et de stockage de bagages […] doivent porter un vêtement de haute visibilité classe 2 ou 3 »[3] ;
- les conducteurs et équipiers de collecte des déchets ménagers et assimilés (éboueurs) doivent porter des vêtements de signalisation à haute visibilité qui doivent au minimum être de classe 2[4] ;
- en dehors des vêtements professionnels :
  - le port d’un gilet de sécurité est obligatoire pour tout automobiliste amené à sortir d’un véhicule immobilisé sur la chaussée ou ses abords à la suite d’un arrêt d’urgence ; en circulation, le conducteur doit disposer de ce gilet à portée de main[5] ;
  - le port d'un gilet haute visibilité est obligatoire pour les cyclistes hors agglomération lorsqu'il fait nuit, ou le jour lorsque la visibilité est mauvaise (brouillard, pluie importante)[6] ;
  - dans les deux cas, le gilet peut être remplacé par une veste, une parka, une chemise ou une chasuble[7], ou bien par des vêtements à haute visibilité professionnels[5].

De manière générale, et sans que cela soit fixé de manière réglementaire, le niveau de visibilité doit être adapté au risque, typiquement pour la norme EN 471 :
- les vêtements de catégorie 1 sont réservés aux risques faibles (par exemple sur les domaines privés où la vitesse limite est basse, typiquement 30 km/h) ; initialement, ils étaient autorisés sur le domaine routier pour les travaux occasionnels et de courte durée, mais cette disposition a été supprimée ;
- la catégorie 2 est utilisée à proximité des flux de circulation (agents communaux, intervenants sur les chantiers de construction, caristes) ;
- la catégorie 3 est utilisée au sein des flux de circulation (sur route, sur les pistes d'aéroport, sur les réseaux ferrés).